# Vino Santo – Es lebe die Liebe, es lebe der Wein
Vino Santo – Es lebe die Liebe, es lebe der Wein ist eine österreichisch-deutsche Fernseh-Komödie aus dem Jahr 1999. Das Ehepaar Schwarzenberger besetzte die Komödie mit italienisch-bayerisch-österreichischen Schauspielern.

## Handlung

### Kurzzusammenfassung
Gioia „Joe“ Altenburger ist die Tochter des Wiener Steuerberaters Georg und der in Italien lebenden Winzertochter Serafina. Gioia soll Harald Winkler, den Sohn eines Notars, heiraten, damit die beiden Kanzleien der Väter fusionieren. Die junge Frau hat sich immer schon dem Willen ihrer Familie untergeordnet und wagt auch diesmal nicht, mit ihrer großen Liebe Max aus dem Korsett ihrer Familie auszubrechen. Alle reisen in einem angemieteten Bus nach Friaul, um an einem großen Familienfest auf dem Weingut des Nonno teilzunehmen. Niemand ahnt, dass sich der Großvater zurückziehen und das Gut seiner Enkelin vererben will, die dann in Italien bleiben müsste. Zufällig befindet sich auch Max als Praktikant auf dem Gut, und die eingefahrenen persönlichen Beziehungen werden plötzlich durcheinandergewirbelt. Georgs Geliebte Helene muss zusehen, wie sich die Eheleute Georg und Serafina näherkommen, Gioia glaubt, ihre Mutter habe ein Verhältnis mit Max, diese wiederum versucht, ihrer Tochter den spießigen Harald auszureden. Harald und Max geraten sich wegen Gioia in die Haare. Als der Nonno einen Herzanfall vortäuscht, werden sich die Hauptbeteiligten ihrer wahren Emotionen bewusst.

### Ausführliche Zusammenfassung
Die 23-jährige Gioia Altenburger führt ein wenig freudvolles Leben voller Pflichtgefühl und Selbstverleugnung. Ihr einziger Lebensinhalt besteht scheinbar darin, es allen recht machen zu wollen. Dazu passt, dass sie von Freunden und ihrer Wiener Verwandtschaft schlicht und einfach „Joe“ genannt wird, wie zum Zeichen unterdrückter Lebensfreude (ital. gioia). Ihr Kindheitswunsch war es nämlich, Gärtnerin zu werden, doch ihrem Vater Georg Altenburger zuliebe studiert sie Steuerrecht, um anschließend in seine Kanzlei einzusteigen. Doch damit nicht genug, Papas Pläne reichen noch viel weiter: Gioia soll seinen zukünftigen Junior-Partner Harald „Harry“ Winkler, Sohn des befreundeten Notars Dr. Winkler, heiraten und damit die Fusion der beiden väterlichen Kanzleien besiegeln. Dieser Harry ist ein arroganter Schnösel par excellence, dem die berufliche Erfolgskomponente vollkommen als Grundlage der avisierten ehelichen Verbindung genügt. Harry lassen Gefühle einfach kalt, und sogar seine Schwester Steffi, Gioias beste Freundin, hält ihn für einen berechnenden Langweiler, der überhaupt nicht fähig ist, wirklich zu lieben.
Umso mehr freut es Steffi, als sich Gioia eines Abends in einem Weinlokal auf den ersten Blick in einen jungen Weinexperten verliebt. Max, der Sohn des Wirtes, stellt soeben sein Können bei einer Blindverkostung bravourös unter Beweis. Als er das Tuch, mit dem seine Augen verbunden waren, abnimmt, kreuzen sich ihre Blicke, lösen sich nicht mehr voneinander, und beide verlassen gemeinsam das Lokal, ohne ein einziges Wort zu wechseln. Nach wenigen Stunden, die sie im siebten Himmel der Liebe schweben, kommt die kalte Dusche: Max fährt am nächsten Morgen ins Ausland, um seine Ausbildung zum Winzer abzuschließen, doch Gioia bringt nicht den Mut auf, seinem Drängen nachzugeben und ihn zu begleiten. Ihr Pflichtbewusstsein gegenüber dem Vater ist einfach übermächtig. Weinend verlässt sie Max.
Zehn Jahre zuvor hatte sich zwischen ihren Eltern ähnliches zugetragen: Gioias Mutter, Serafina Salvini, war nach dem plötzlichen Tod ihres Bruders nach Italien zurückgekehrt, um an seiner Stelle ihren Vater, den Nonno (ital. Großvater), bei der Führung des Weingutes „La pergola“ (ital. Weinlaube) zu unterstützen. Damals war sie es, die ihren Mann Georg bat, Wien zu verlassen, um an ihrer Seite zu bleiben. Doch die Kanzlei aufzugeben kam für Georg überhaupt nicht in Frage, und auch seinen Besitzanspruch auf die gemeinsame Tochter setzte er mit aller Härte durch. Gleichwohl kam es nie zur Scheidung, sehr zum Ärger von Georgs „Haushälterin“ Helene, die sich schon länger Hoffnungen macht, ihre familiäre Stellung im Hause Altenburger zu legalisieren. Helene besitzt ein einfältiges Gemüt und lebt nach dem Motto „Tue Gutes und rede darüber“, nur gelingt ihr eher selten, was gut gemeint ist auch gut zu machen.
Als nun der Nonno wegen eines Herzanfalls im Krankenhaus lag und sich nichts sehnlicher wünschte als zur Feier seines 80. Geburtstages, der mit der Goldenen Hochzeit der Großeltern zusammenfällt, die ganze Familie auf das Weingut einzuladen, ruft Serafina in Wien an. Der Entschluss ist schnell gefasst, und auch der vermeintliche Bräutigam nebst Schwiegereltern in spe gehören mit zur Reisegesellschaft, die sich zwei Monate später im angemieteten Bus auf die Fahrt nach Friaul macht. Schon bei ihrer Ankunft ist die Luft spannungsgeladen, weist Serafina doch streng katholisch den Unverheirateten, also insbesondere Harry und Helene, getrennte Zimmer zu. Schnell spürt sie, wie unglücklich das Verlöbnis mit Harry ihre Tochter in Wahrheit macht, doch gutes Zureden kann nicht viel ausrichten gegen Gioias eiserne Selbstdisziplin.
Wie der Zufall so will, wohnt auch Max auf „La pergola“, wo er ein Praktikum absolviert hat. Seine Arbeit fand so großen Anklang bei Nonno und Serafina, dass beide ihn am liebsten dabehalten würden. Er ist ebenfalls zu der großen Familienfeier eingeladen, ohne dass irgendjemand etwas von seiner verhinderten Liebe ahnte. Steffi sieht ihn zuerst wieder und berichtet Gioia umgehend davon, doch als beide zur Küche hereingeplatzt kommen, liegen sich Serafina und Max gerade in den Armen. Was nicht mehr als eine freundschaftliche Geste ist, wird in Gioias Augen zum bitteren Verrat durch die eigene Mutter. Ein weiteres Mal gehen die Gefühle mit ihr durch.
Am nächsten Tag findet das große Fest statt, das mit Musikanten und Tänzern und einem Gottesdienst unter freiem Himmel gefeiert wird. Um den schönen Schein zu wahren, werden alle Misstöne und Unstimmigkeiten zwischen Gioia, Max, Harry, Serafina, Georg und Helene zunächst mit aufgesetzter Höflichkeit bemäntelt. Doch das geht nicht lange gut. Als der Nonno in seiner Festansprache seiner Enkeltochter völlig überraschend das Weingut vermacht und sie damit zum Bleiben auffordert, kommt es fast zum Eklat. Nur durch eine List – Nonno täuscht einen erneuten Herzanfall vor – gelingt es ihm, die Kontrolle zu behalten. Während Gioia ihm „am Sterbebett“ das Versprechen gibt, das Weingut zu übernehmen, fangen die Konkurrenten Max und Harry eine Prügelei an. Jetzt endlich weiß Gioia, wem ihr Herz gehört und wo ihr Platz ist: Sie wirft sich zwischen die Streithähne, verstößt Harry und bittet Max, gemeinsam mit ihr das Weingut zu führen. Diese Entscheidung durchkreuzt zwar die ursprünglichen Pläne ihres Vaters, doch auch Georg ist sich bei gutem Wein und südlicher Sonne seiner nun wieder erwachten, nie ganz erloschenen Liebe zu Serafina bewusst geworden, die ihrerseits „La pergola“ in den sicheren Händen von Max und Gioia aufgehoben weiß. So fügt sich zu guter Letzt alles zum Besten, wie es sich der Nonno gewünscht hat, der still und friedlich für immer die Augen verschließt.

## Kritik
„Eine amüsante TV-Komödie von TV-Routinier Xaver Schwarzenberger mit einer überzeugenden Darstellerriege, allen voran Anna Galiena als Serafina und Helen Zellweger in der Rolle der Gioia Salvini.“

„Vino Santo‘ ist eine unterhaltsame Komödie, die in vielen Szenen mitten aus dem Leben gegriffen scheint. Mit augenzwinkerndem Humor setzt Schwarzenberger Alltagsszenen ins Bild, die die meisten wohl in der einen oder anderen Weise schon einmal erlebt haben. Eine exzellente Schauspielergarde tut ihr übriges, auch wenn Anna Galiena als Gioias Mutter Serafina manchmal etwas steif wirkt. Auffallend bleibt, dass in dem Film trotz des Titels ‚Vino Santo‘ jener bernsteinfarbene italienische Dessertwein, der gerne mit Cantuccini (Mandelplätzchen) serviert wird, nicht ein einziges Mal auf den Tisch kommt.´“

„Komödie um den Zwiespalt zwischen gutbürgerlicher Ordnung und südländischem Laissez-faire und um eine junge Frau, die der Liebe wegen schon längst eigene Wege jenseits der Familientradition eingeschlagen hat.“